# Australia ai XVIII Giochi olimpici invernali
L'Australia partecipò ai XVIII Giochi olimpici invernali, svoltisi a Nagano, Giappone, dal 7 al 22 febbraio 1998, con una delegazione di 24 atleti impegnati in otto discipline.